# Ferdinand Hitzig
Ferdinand Hitzig (Haningen (Baden), 1807. június 23. – Heidelberg, 1875. január 22.) német protestáns hittudós.

## Élete
A heidelbergi, hallei, göttingeni egyetemeken a keleti nyelvek tanulmányozásával foglalkozott 1824-től 1839-ig. Heidelbergben tanári képesítést nyert 1829-ben, négy évvel később a zürichi egyetemen lett rendes teológiai tanár, 1861-ben visszaköltözött Heidelbergbe.

## Nevezetesebb művei
- Begriff der Kritik, am alten Test. praktisch eörtert (1831)
- Übersetzung und Auslegung des Propheten Jesaias (1833)
- Die Psalmen (ujabb kidolgozásban 1863-65, 2 kötet)
- Ostern und Pfingsten (1838)
- Die zwölf kleinen Propheten (4. kiad., 1881)
- Der Profet Jeremia (2. kiad., 1866)
- Der Prediger (1847)
- Der Profet Ezechiel (1847)
- Der Profet Daniel (1850)
- Das Hohe Buch Hiob (1854)
- Urgeschichte und Mythologie der Philistäer (1845)
- Geschichte des Volks Israel (1869-70)
- Die Inschrift des Mesha (1870)
- Sprache und Sprachen Assyriens (1871)
- Vorlesungen über biblische Theologie (1880)